# Mimosa glazioui
Mimosa glazioui är en ärtväxtart som beskrevs av George Bentham. Mimosa glazioui ingår i släktet mimosor, och familjen ärtväxter. Inga underarter finns listade i Catalogue of Life.